# Балістичні ракети підводних човнів

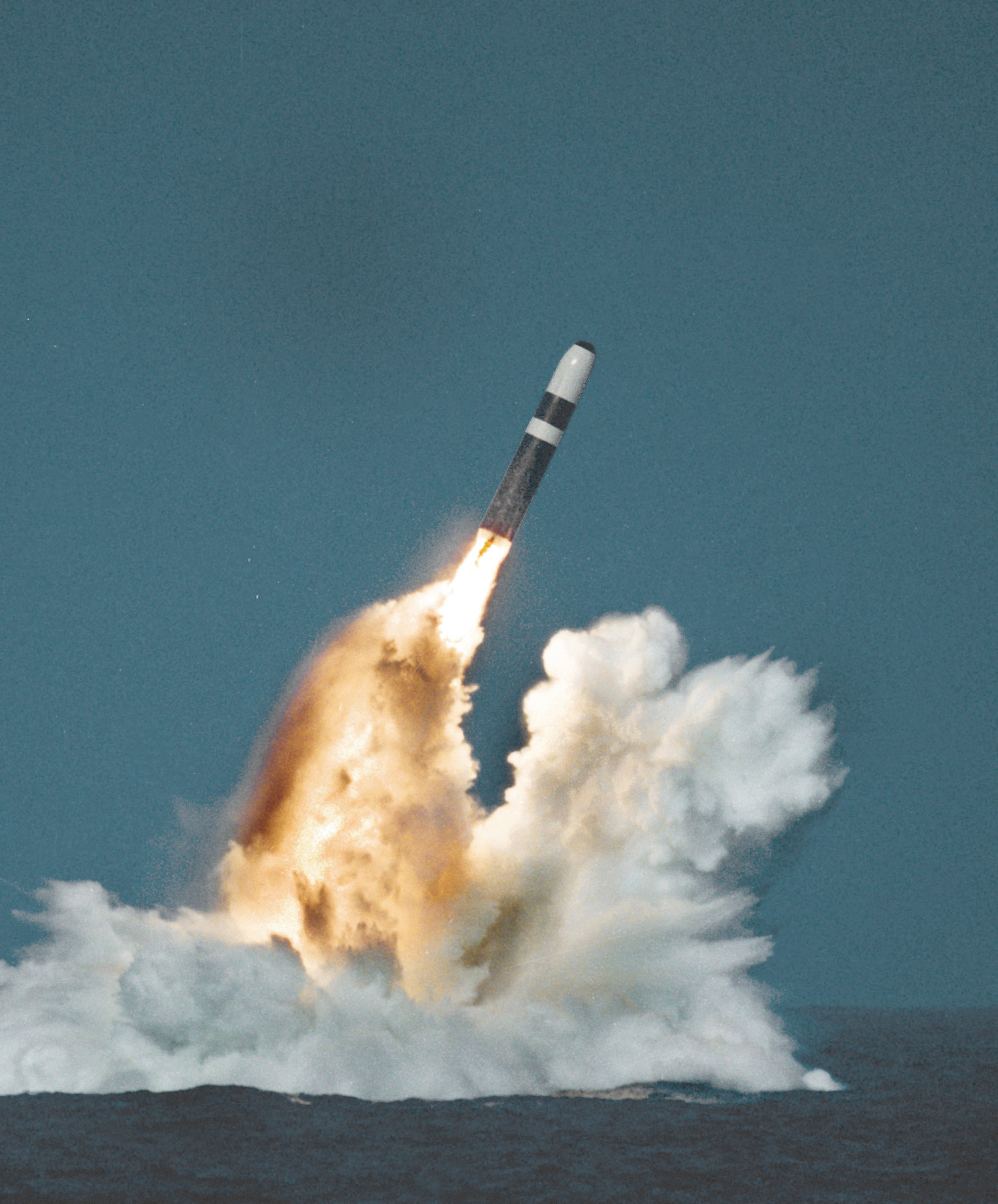
Запуск ракети Trident з підводного човна

Балістичні ракети підводних човнів — балістичні ракети, які можна запускати з підводних човнів. Сучасні ракети можуть нести ядерні боєголовки з роздільною бойовою частиною. Як правило, передбачається можливість запуску з підводного човна, що перебуває у зануреному положенні.
Радіус дії сучасних БРПЧ може досягати 5500 км, тому їх можна вважати різновидом міжконтинентальних балістичних ракет. Слід відрізняти балістичні ракети від крилатих ракет, деякі з яких теж можуть базуватись на підводних човнах.

## Історія

### Походження

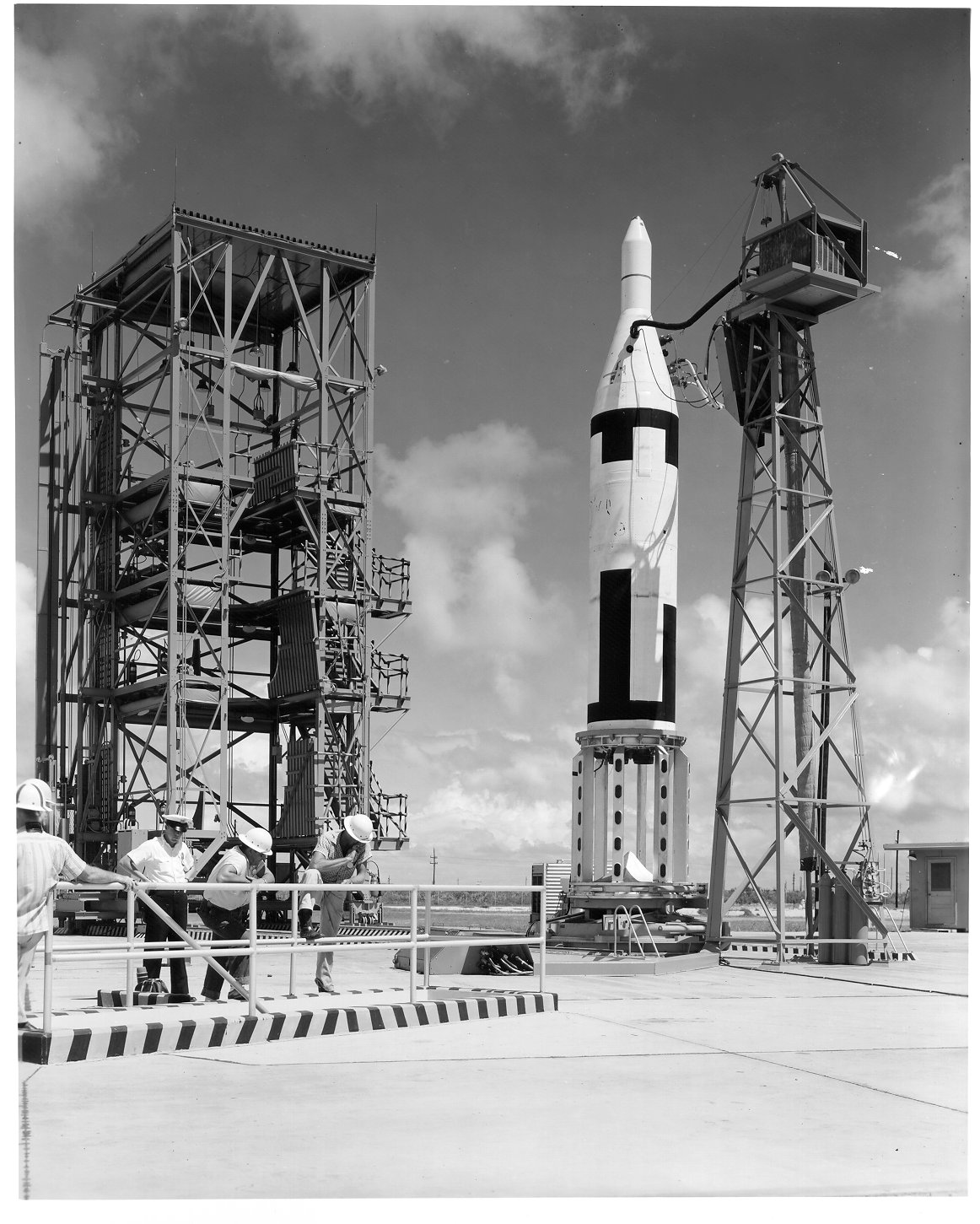
Polaris A-1 перед тестовим запуском на мисі Канаверал

Першим проєктом, присвяченим балістичним ракетам, які могли б базуватись на підводному човні, став німецький
 Prufstand XII («Тестова установка XII»). План передбачав встановлення ракети Фау-2 у велику водонепроникну циліндричну ємність, і її слід було буксирувати до місця пуску. Передбачалось, що німецькі субмарини будуть бомбардувати модифікованими ракетами Фау-2 американські міста. До завершення війни суттєвих результатів отримати не вдалось, однак деякі інженери, що працювали над проєктом, потім отримали роботу у США.
Перші розробки передбачали, що ПЧ має виходити на поверхню для того, щоб запускати ракету. Однак вже у 1950х з'явились ракети, що могли стартувати з підводного положення.
16 вересня 1955року одна з радянських субмарин проєкту АВ611 вперше здійснила запуск балістичної ракети Р-11ФМ. Пізніше таким чином було переобладнано ще п'ять радянських підводних човнів.
На початку 1950х ВМФ США розробляв варіант ракети на рідкому паливі PGM-19 Jupiter з морським базуванням. Однак у 1956 вчений-фізик Едвард Теллер заявив про можливість створення ядерної боєголовки потужністю в одну мегатонну, достатньо компактної для того, щоб для її доставки можна було застосовувати твердопаливну ракету UGM-27 Polaris. Після цього флот вийшов з програми «Юпітер» і згодом почав використовувати ракети UGM-27 Polaris. З того часу усі американські ракети, що знаходяться на підводних човнах, є твердопаливними. Водночас СРСР та Росія продовжували використовувати ракети на рідкому паливі до появи у 2014 році ракети «Булава».
Перший американський підводний човен, озброєний балістичними ракетами, розпочав бойове чергування в жовтні 1960. Це був USS George Washington, на борту якого знаходилось 16 ракет Polaris A-1. Цей же човен першим виконав запуск БРПЧ у зануреному стані 30 липня 1960.
В СРСР перший запуск з зануреного положення здійснив підводний човен «Б-67» під командуванням В. К. Коробова 10 вересня 1960 року. До того було здійснено ряд успішних запусків ракет з надводного положення. Зокрема, 6 жовтня 1959 підводний човен «Б-62» виконав запуск балістичної ракети в присутності Микити Хрущова.

### Розгортання та подальший розвиток

Порівняння різних ядерних систем: зліва — БРПЧ для типу «Редутабль» з ракетою М4; справа — БРПЧ для типу «Тріумфан» з ракетою М45 та новітньою ракетою M51.

З 1960 по 1966 США встановили балістичні ракети з ядерними боєголовками на 41 підводний човен різних класів. Разом ці човни часто згадуються як «41 for Freedom». Кожний човен мав дві команди, що змінювались кожні сто днів, забезпечуючи майже безперервне бойове чергування. Однак ракети UGM-27 Polaris, встановлені на ці човни, мали відносно невеликий радіус дії (1900 км). НАТО довелось створити бази на берегах Шотландії та Іспанії, звідки ПЧ могли виходити на патрулювання.
СРСР не мав можливості розміщувати бази поблизу берегів супротивника, тому радянські підводні човни рідше виходили на патрулювання і воно тривало довше.

### ПЧ з ракетами Trident
На початку 1980х років на озброєння світових держав надійшли підводні човни нового покоління. У США це був клас «Огайо» з ракетами UGM-96 Trident I (з 1992 заміненими на UGM-133 Trident II, що мали радіус дії до 8000 км. Пізніше після перемовин про обмеження озброєнь частину з цих ПЧ переобладнали або вивели з експлуатації.
В СРСР з'явились ПЧ проєкту 941 «Акула», озброєні ракетами Р-39 (останній човен проєкту 941, ТК-208 «Дмитрий Донской» вивели з бойового складу ВМФ РФ та відправили на утилізацію в лютому 2023 року).

### Після Холодної Війни
Після розпаду СРСР та завершення Холодної війни розвиток озброєння підводних човнів значно сповільнився. США вивели з експлуатації 31 підводний човен старіших проєктів та відмовились від використання бази Holy Loch у Шотландії.
Більшість радянських субмарин також перестали використовувати, відповідно до програми Нанна — Лугара. На той час російський флот ПЧАРБ складався з шести підводних човнів проєкту 667БДРМ «Дельфін», трьох 667БДР «Кальмар» та єдиного проєкту 941 «Акула», що використовувався як випробувальна платформа для нових ракет (раніше використовувані на «Акулах» ракети Р-39 були, за повідомленнями, списані у 2012 році). Для «Дельфінів» були розроблені модернізовані ракети, такі як Р-29РМУ «Синева» (SS-N-23 «Синева»). У 2013 році Росія ввела в експлуатацію перший підводний човен проєкту «Борей», також відомий як клас «Долгорукий» на честь головного корабля серії. До 2015 року на службу вступили ще два човни цього класу. Вони призначені для заміни застарілих «Кальмарів» і «Дельфінів» та несуть 16 твердопаливних ракет Р-30 «Булава» з заявленою дальністю 10 000 км (5 400 морських миль) і шістьма боєголовками з роздільним наведенням. США будують заміну для човнів типу «Огайо», однак перший човен цього класу був закладений лише у жовтні 2020 року.

## Значення
У часи Холодної війни підводні човни мали велике стратегічне значення для всіх сторін конфлікту, оскільки їх положення неможливо було відстежити з супутників. Таким чином, у разі ядерного протистояння вони залишались би неушкодженими після першого удару і гарантували завдавання удару у відповідь, навіть якби супротивнику вдалось знищити усі наземні ядерні шахти.
«Невидимість» підводних човнів також дозволяє підводити їх дуже близько до ворожих берегів та запускати ракети з неочікуваною траєкторію. Теоретично так можна виконати перший ядерний удар («обезголовлюючий» удар), яким буде знищено командні центри супротивника.

## Типи ракет

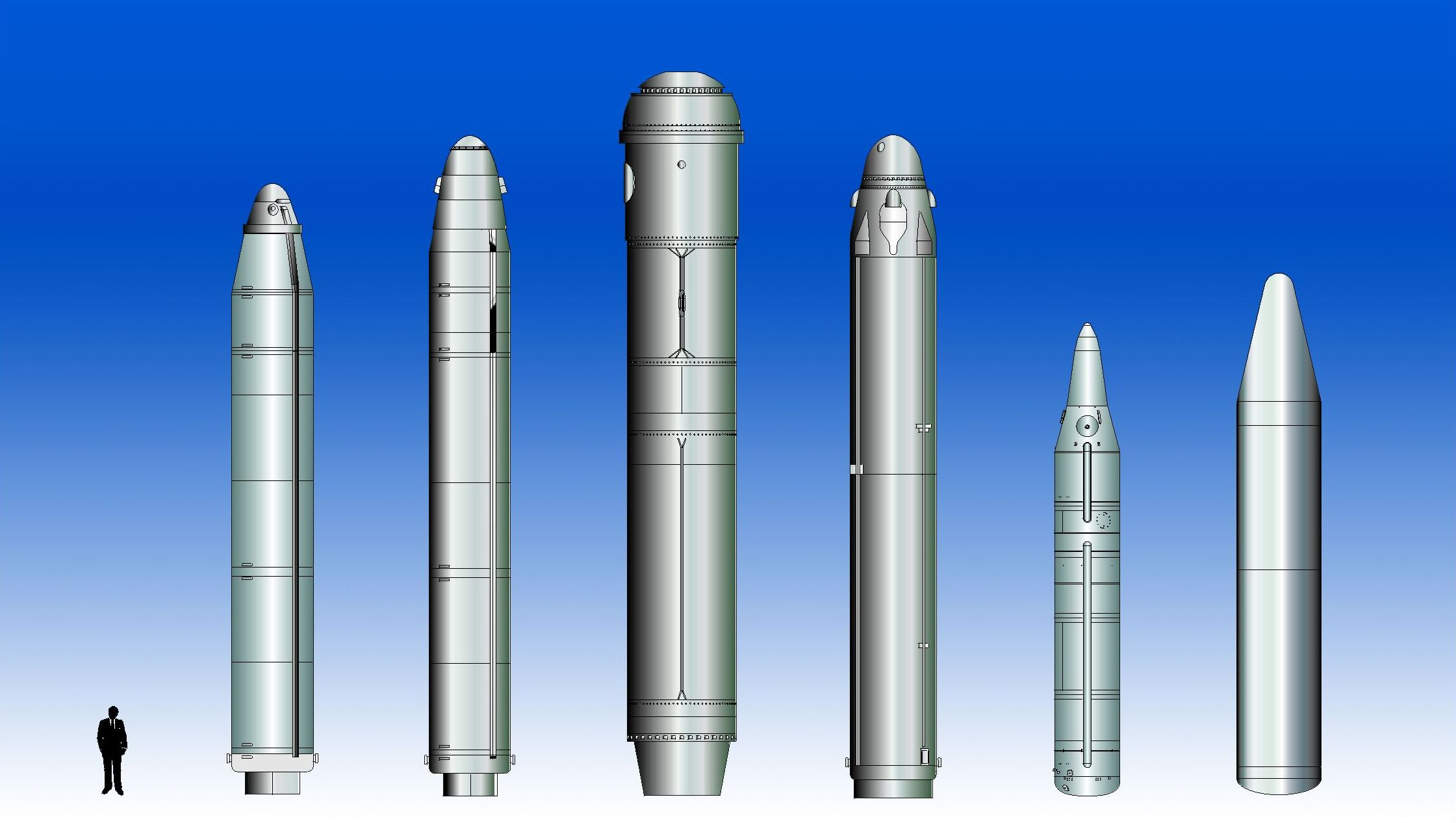
Деякі російські та китайські БРПЧ, зліва направо: Р-29 «Висота», Р-29Р, Р-39, Р-29РМ «Штиль», JL-1, JL-2

Військово-морські сили США
- UGM-27 Polaris (A-1 through A-3) — Знята з озброєння
- UGM-73 Poseidon (C-3) — Знята з озброєння
- UGM-96 Trident I (C-4) — Знята з озброєння
- UGM-133 Trident II (D5LE)

/ Військово-морський флот СРСР / РФ
- Р-13 (NATO SS-N-4) — Знята з озброєння
- Р-21 (NATO SS-N-5) — Знята з озброєння
- Р-27 (NATO SS-N-6) — Знята з озброєння
- Р-29 «Висота» (NATO SS-N-8 «Sawfly») — Знята з озброєння
- Р-31 (NATO SS-N-17 «Snipe») — Знята з озброєння
- Р-29Р (NATO SS-N-18 «Stingray») — Знята з озброєння
- Р-39 (NATO SS-N-20 «Sturgeon») — Знята з озброєння
- Р-29РМ «Штиль» (SS-N-18 «Skiff»)
- Р-29РМУ2 «Синева» (NATO SS-N-23 «Skiff»)
- Р-30 «Булава-30» (NATO SS-NX-32)

 Військово-морські сили Великої Британії
- UGM-27 Polaris (A-3) та Chevaline — Знята з озброєння
- UGM-133 Trident II (D5LE)

 Військово-морські сили Франції
- M1 — Знята з озброєння
- M2 — Знята з озброєння
- M20 — Знята з озброєння
- M4 — Знята з озброєння
- M45 — Знята з озброєння
- M51

 Військово-морські сили Китаю
- JL-1 — Знята з озброєння
- JL-2
- JL-3

 Збройні сили Індії
- K-15 Sagarika
- K-4

 Корейська народна армія (КНДР)
- Pukkuksong-1/KN-11

 Збройні сили Республіки Корея
- Hyunmoo 4-4